# Sapintus balteatus
Sapintus balteatus es una especie de coleóptero de la familia Anthicidae.

## Distribución geográfica
Habita en Brasil.